# Polyalthia hirtifolia
Polyalthia hirtifolia är en kirimojaväxtart som beskrevs av James Sinclair.
Polyalthia hirtifolia ingår i släktet Polyalthia och familjen kirimojaväxter. IUCN kategoriserar arten globalt som akut hotad. Inga underarter finns listade i Catalogue of Life.